# Antonio Vacaro
Antonio Vacaro y Valcárcel (Cartagena, 1761 - ibídem, 4 de noviembre de 1833) fue un marino y militar español, jefe de escuadra de la Armada Española.

## Biografía
En 1777 sentó plaza de guardiamarina en la Compañía del Departamento de Cartagena, recientemente inaugurada. Después de superar los estudios primarios, en 1779 se le ordenó embarcar en el jabeque Mallorquín, perteneciente al apostadero de Algeciras. Por su capacidad para las matemáticas, demostrada en sus años de estudio, fue destinado al Real Cuerpo de Artillería de Marina. Poco después embarcó en la fragata Carmen, que pertenecía a la escuadra del general Luis de Córdova, con la que realizó un crucero por las aguas de las islas Azores.
Con esta escuadra y al mando del mismo general, tomó parte en la campaña del canal de la Mancha en el curso de la Guerra de Independencia de los Estados Unidos. Se hallaba, no obstante, embarcado en el navío San Dámaso, con el que participó en la captura del navío británico Ardent, de 74 cañones. Pobre resultado para tan gran movilización, pero se consiguió que la flota británica, por primera vez en su historia, tuviera que buscar refugio en sus puertos para evitar un encuentro con la flota combinada hispano-francesa, mucho más fuerte.
Regresó a Cádiz y ya separadas las escuadras, la española apresó a un convoy británico de 55 velas, del que solo se pudieron escapar tres buques, a la altura del cabo de San Vicente, el cual iba destinado a abastecer al ejército británico en su lucha por mantener el control de las trece colonias norteamericanas.
En 1782 participó en el infructuoso ataque de las baterías flotantes durante el asedio a Gibraltar, siendo herido en la explosión que se produjo en la que él estaba embarcado. Al poco tiempo combatió también en el indeciso combate del cabo de Espartel contra una escuadra británica.
En el año 1783 ya había sido ascendido a alférez de navío, otorgándosele el mando del jabeque San Sebastián, que pertenecía a la escuadra del general Antonio Barceló, y con el que participó en el bombardeo de Argel, haciéndolo en los nueve ataques que se llevaron a efecto.
En 1784 fue comisionado en una escuadra de dos navíos (Triunfante y Pascual) y dos fragatas (Clotilde y Magdalena), a las órdenes del brigadier Gabriel de Aristizábal, cuya misión era navegar a Constantinopla y lograr un tratado con la Sublime Puerta, tarea que se logró. A su regreso se le destinó a los batallones de Infantería de Marina del Departamento de Cádiz.
En 1786 se le nombró ayudante de la Compañía de Guardiamarinas del Departamento de Cádiz. En 1790, embarcado en la escuadra del marqués del Socorro, participó en la campaña del cabo Finisterre. En 1791 fue ascendido a teniente de navío y embarcó en el navío Paula, acudiendo en socorro a la plaza de Orán que estaba siendo atacada por los musulmanes, aprovechándose éstos de la situación en que se encontraba, pues acababa de sufrir un tremendo terremoto, que casi la había asolado por completo, destruyendo todo tipo de defensas y causando muchas víctimas.
Fue nombrado ayudante del heroico general Luis Daoíz, que a su vez era general subalterno de la escuadra del general Borja. Al mando del jabeque Carmen, participó en las operaciones del cabo de Rosas y de la plaza de Tolón durante el imperio del Terror en la Francia revolucionaria. En 1794, se le había otorgado el mando del bergantín Corso con el que realizó misiones de vigilancia en el Mediterráneo, logrando interceptar a un buen número de convoyes de la República francesa entre la Regencia de Argel y la metrópoli.
Estando ya declarada la guerra al Reino Unido en 1796, en un encuentro con fuerzas superiores su bergantín fue capturado, y él y su dotación transportados a la isla de Elba, donde permaneció hasta que se efectuó su canje. Fue sometido al consiguiente consejo de guerra para aclarar en qué condiciones había sido apresado y perdido su buque. El veredicto fue de absolución total, por lo que de inmediato se le volvió a dar sucesivamente el mando de diversos buques.
Estando destinado en el apostadero de Barcelona, fueron apresadas dos fragatas bátavas, por lo que fue otra vez llevado a un consejo de guerra, del cual volvió a salir absuelto.
El 5 de octubre de 1802 fue ascendido a capitán de fragata, entregándosele el mando de la Matilde, y en 1805 se le destinó como comandante del apostadero de Algeciras. En 1808 tomó parte en los combates que dieron como resultado el apresamiento de la escuadra francesa del almirante Rosily, primera victoria española sobre las armas napoleónicas. Poco después se le encargó que realizara un tornaviaje, con derrota al virreinato de Nueva Granada, para llevar los pliegos que comunicaban a aquella provincia el levantamiento nacional en la Península por la invasión napoleónica.
En febrero de 1809 se le ascendió a capitán de navío. Se le designó como Mayor General del Departamento de Ferrol. Al poco tiempo se le nombró jefe del apostadero de las islas Filipinas, Manila, pero solicitó el quedarse en España, pues pensaba que en la situación en la que se encontraba la Península, con la invasión napoleónica, era más conveniente permanecer en España y prestar sus servicios en su defensa. En el transcurso de la Guerra de Independencia ocupó varios puestos, pero el principal fue el mantener las comunicaciones entre los diferentes ejércitos y el servicio de guardacostas en el mar Mediterráneo.
Al terminar la guerra, recibió el mando del navío San Pablo, con el que realizó varios tornaviajes, transportando tropas para reforzar a las estacionadas en Montevideo, que estaba siendo sitiada por los insurgentes. En 1816 fue designado comandante del apostadero del Callao, en el que efectuó una labor extraordinaria, pues al carecer de fuerzas navales, se dedicó a armar a los buques mercantes que en aquellas aguas había, logrando reunir una flota de ocho unidades entre fragatas y bergantines, que fueron artillados con una cantidad que variaba entre las 18 a 34 piezas. Con ellas hizo frente a las fuerzas navales de Chile, que estaban comandadas por el almirante británico Thomas Cochrane y que atacaron el Callao en 1819. Por estas acciones, se le ascendió a jefe de escuadra. En 1820 se pone al mando de la fragata Prueba y pone fin al corso del buque Rosa de los Andes en el Combate naval de Cabo Manglares.
En 1821, ante el avance de los rebeldes, Lima fue abandonada por el virrey José de la Serna y sus tropas, ordenando a Vacaro que con las suyas la defendiese, por lo que desembarcó a unos 650 hombres de sus buques, entre marineros y soldados, aprestándose a cumplir la orden recibida, posición que aguantó por espació de 90 largos días, en los que llegó a faltar de todo. Al advertir que tampoco podía ya recibir ayuda del exterior y por tanto alargar la defensa, sino solo aumentar las ya considerables bajas y penurias, firmó la capitulación que le había propuesto el general San Martín.
En 1822 fue puesto en libertad y regresó a España, siendo designado a su llegada comandante general del Departamento de Cartagena.
En 1823 se le dio el mando de una división naval que fue reunida en el puerto de Cádiz, ordenándosele que con ella bloqueara este puerto por la llegada a él de un ejército francés al mando del duque de Angulema para restaurar el absolutismo. Después pasó a mandar los batallones de Infantería Real de Marina. Decidió dejar el servicio y se desplazó a Cartagena, pero aun así se tuvo que hacer cargo de la Capitanía General por el fallecimiento de su antecesor.